# 6-й гвардейский штурмовой авиационный полк
6-й гвардейский штурмовой авиационный Московский ордена Ленина Краснознаменный ордена Суворова полк — авиационная воинская часть ВВС РККА штурмовой авиации в Великой Отечественной войне. Первый из штурмовых полков, получивших звание гвардейского.

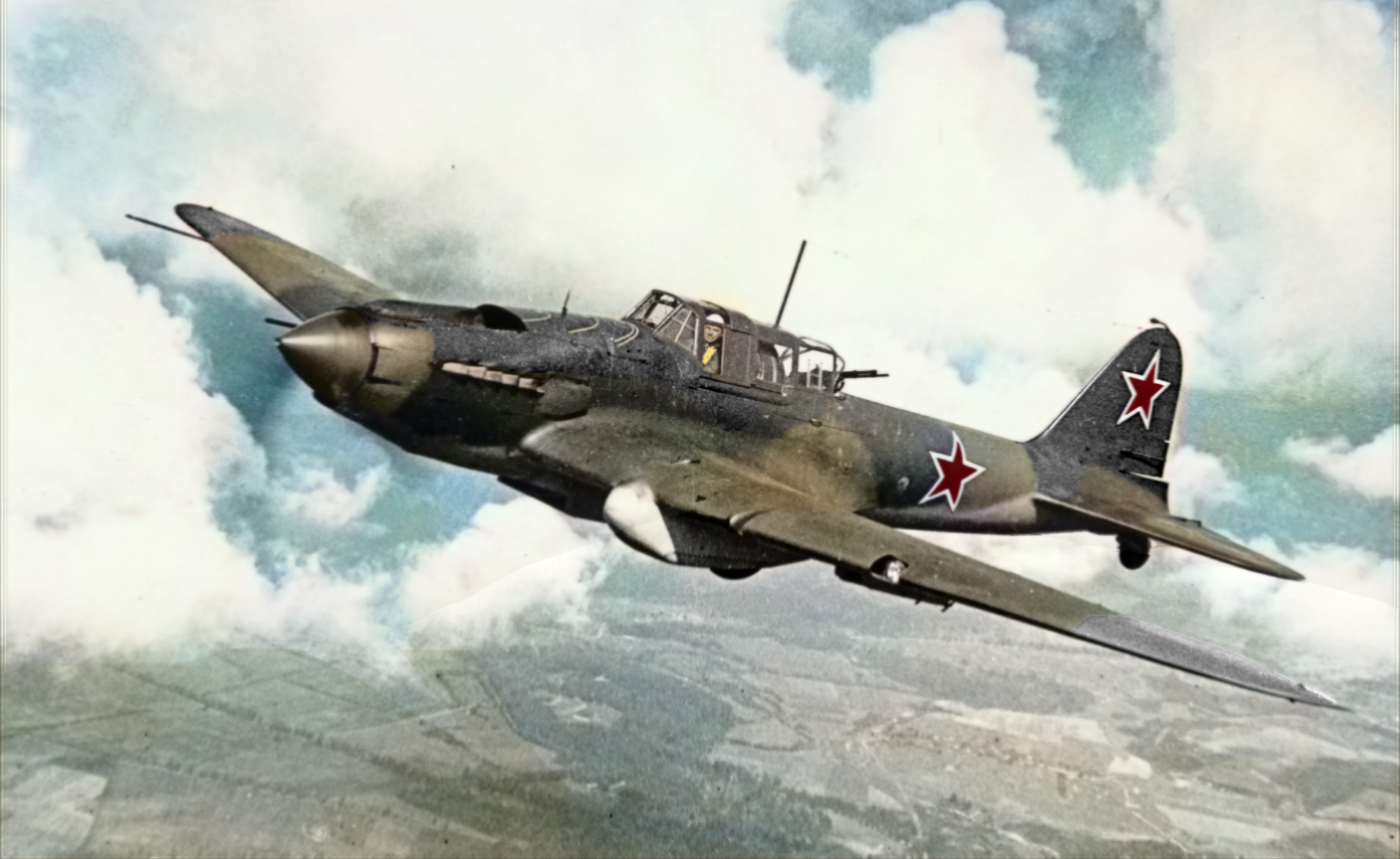
На вооружение полка самолёт Ил-2 поступил в июле 1941 года.

## Наименование полка
В различные годы своего существования полк имел наименования:
- 215-й скоростной бомбардировочный авиационный полк;
- 215-й ближнебомбардировочный авиационный полк[1];
- 215-й штурмовой авиационный полк[2];
- 6-й гвардейский штурмовой авиационный полк (06.12.1941 г.)[2];
- 6-й отдельный гвардейский штурмовой авиационный полк (15.01.1942 г.);
- 6-й отдельный гвардейский штурмовой авиационный Московский полк (04.05.1943 г.);
- 6-й отдельный гвардейский штурмовой авиационный Московский ордена Суворова полк (21.12.1943 г.);
- 6-й отдельный гвардейский штурмовой авиационный Московский Краснознаменный ордена Суворова полк (23.07.1944 г.);
- 6-й гвардейский штурмовой авиационный Московский Краснознаменный ордена Суворова полк (01.08.1944 г.);
- 6-й гвардейский штурмовой авиационный Московский ордена Ленина Краснознаменный ордена Суворова полк (17.05.1945 г.).

## История и боевой путь полка
Полк сформирован осенью 1940 года как 215-й скоростной бомбардировочный авиационный полк в Смоленске в составе 12-й смешанной авиадивизии ВВС Западного особого военного округа. Базировался на аэродроме Травники. В марте 1941 года полк переформирован в 215-й штурмовой авиационный полк.
На 22 июня 1941 года полк находился на переформировании, не закончив его, с 26 июня 1941 года вступил в боевые действия на самолётах И-15бис в составе 12-й бомбардировочной авиадивизии Западного фронта. Полк наносил удары по немецким мотомеханизированным и танковым частям в районе Ошмяны, Молодечно и Городок. Выполнив 85 боевых вылетов, из них 51 — на разведку, полк потерял все самолёты. 7 июля полк убыл в Воронеж в состав 1-й запасной авиационной бригады, где переформировывался и переучивался на Ил-2.
В начале августа полк вновь вернулся на Западный фронт в состав 47-й смешанной авиадивизии, где сразу приступил к боевым действиям в Смоленском сражении. Летчики полка наносили удары по мотомеханизированным колоннам, аэродромам и переправам противника в районах Смоленска, Ярцево и Ельни, по боевым порядкам противника в районе р. Вопь и Великие Луки с 20 августа 1941 года . Полк имел в своем составе 30 самолётов Ил-2, но не успел полностью пройти программу переучивания и боевое слаживание. Для ускорения ввода полка в строй одна эскадрилья полка в составе 10 самолётов была придана 61-му штурмовому полку, имевшему боевой опыт, а взамен полк группу опытных командиров звеньев во главе с командиром эскадрильи П.Филатовым. 21 и 22 августа полк принял участие в отражении танкового удара противника в районе Духовщины. За успешные боевые действия при выполнение боевых задач и проявленные при этом мужество и героизм в оборонительных сражениях под Москвой приказом Народного комиссара обороны СССР № 352 от 06.12.1941 г. полк преобразован в 6-й гвардейский штурмовой авиационный полк. Полк стал первым из штурмовых полков, получивших звание гвардейского.
10 октября 1941 года полк вновь убыл на пополнение в состав 1-й запасной авиационной бригады в Приволжский военный округ. С начала января полк на Калининском фронте в прямом подчинении ВВС фронта. Полк стал именоваться 6-й отдельный гвардейский штурмовой авиационный полк. С 10 мая 1942 года полк вошел в состав 211-й смешанной авиадивизии (с 14 июня 1942 года — 212-й штурмовой авиадивизии) ВВС Калининского фронта (с 4 июня 3-й воздушной армии). С 18 июля полк в составе 264-й штурмовой авиадивизии 3-й воздушной армии участвует в Ржевско-Сычёвской операции.
В октябре полк базируется на аэродромах Трестино, Будово, Мигалово, занимается вводом в строй молодого летного состава на аэродроме Будово и лидированием групп прибывающих на фронт на аэродром Мигалово. С 23 октября 1942 года полк готовился к перелету на Андреапольский аэроузел (аэродром Баталы и Колпачки). С 28 октября полк вошел в прямое подчинение 3-й воздушной армии и участвует в боевых действиях как отдельный полк.
С 1 августа 1944 года полк в составе 335-й штурмовой авиационной дивизии 3-й воздушной армии 1-го Прибалтийского фронта.
В составе действующей армии как 215-й штурмовой авиаполк находился с 22 июня по 7 июля и с 20 августа по 10 октября 1941 года, как 6-й гвардейский штурмовой авиаполк с 16 января 1942 года по 9 мая 1945 года.

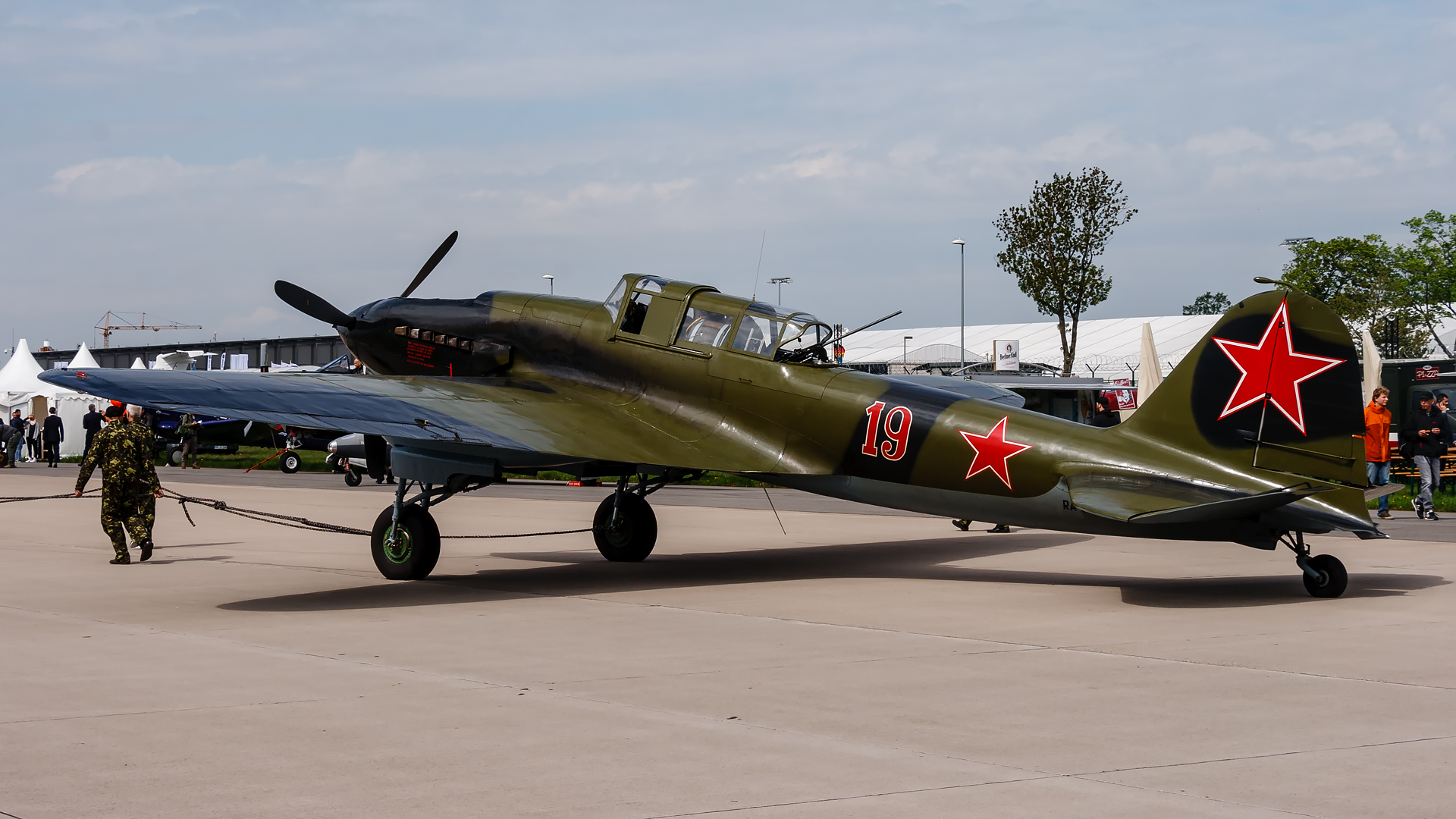
Конструкторы называли разработанный ими штурмовик Ил-2 «летающим танком», пилоты-истребители люфтваффе прозвали его «бетонным самолётом» (нем. Betonflugzeug), солдаты вермахта называли его «чумой» (нем. Schwarzer Tod, дословно: «чёрная смерть»).

После войны полк в составе 335-й штурмовой авиационной дивизии 3-й воздушной армии входит в Ленинградский военный округ. В связи с расформированием дивизии полк в конце ноября 1945 года передан в состав 211-й штурмовой авиационной дивизии 3-й воздушной армии, с 1 января 1946 года — 15-й воздушной армии Прибалтийского военного округа. Полк базировался на аэродроме Лабиау (с 1946 года — Полесск) в Восточной Пруссии. В связи с дальнейшим послевоенным сокращением 6-й гвардейский штурмовой авиационный Московский ордена Ленина Краснознаменный ордена Суворова полк был расформирован в составе 211-й штурмовой авиационной Невельской ордена Ленина дважды Краснознамённой ордена Суворова дивизии 15-й воздушной армии Прибалтийского военного округа.

## Командиры полка
- полковой комиссар	П. А. Силантьев, 1940
- подполковник Рейно Леонид Давыдович[4], 03.1941 — 10.10.1941
- гвардии капитан, майор Филатов Петр Сергеевич, 06.12.1941 — 1942
- гвардии майор	Тимофеев Алексей Александрович, 1942 — 08.1942
- гвардии подполковник Чубченков Кирилл Моисеевич[4], 26.08.1942 — 08.03.1943
- гвардии майор Трусов Михаил Трофимович, врид, 08.03.1943 — 05.1943
- гвардии майор, подполковник Заклепа Кирилл Петрович[4], 05.1943 — 11.1944
- гвардии майор Мусиенко Иван Александрович, 11.1944 — 05.1945

## В составе соединений и объединений
| Дата          | Фронт (округ)                                  | Армия                                 | Дивизия                                   | Примечания |
| ------------- | ---------------------------------------------- | ------------------------------------- | ----------------------------------------- | ---------- |
| 09.1940 г.    | Западный особый военный округ                  | ВВС Западного особого военного округа | 12-я бомбардировочная авиационная дивизия |            |
| 01.03.1941 г. | Западный особый военный округ                  | ВВС Западного особого военного округа | 12-я бомбардировочная авиационная дивизия |            |
| 22.06.1941 г. | Западный фронт                                 | ВВС Западного фронта                  | 12-я бомбардировочная авиационная дивизия |            |
| 07.07.1941 г. | Орловский военный округ                        | ВВС Орловского военного округа        | 1-я запасная авиационная бригада          |            |
| 20.08.1941 г. | Западный фронт                                 | ВВС Западного фронта                  | 47-я смешанная авиационная дивизия        |            |
| 10.10.1941 г. | Приволжский военный округ                      | ВВС Приволжского военного округа      | 1-я запасная авиационная бригада          |            |
| 15.01.1942 г. | Калининский фронт                              | ВВС Калининского фронта               |                                           |            |
| 10.05.1942 г. | Калининский фронт                              | ВВС Калининского фронта               | 211-я смешанная авиационная дивизия       |            |
| 04.06.1942 г. | Калининский фронт                              | 3-я воздушная армия                   | 211-я смешанная авиационная дивизия       |            |
| 14.06.1942 г. | Калининский фронт                              | 3-я воздушная армия                   | 212-я штурмовая авиационная дивизия       |            |
| 16.07.1942 г. | Калининский фронт                              | 3-я воздушная армия                   | 264-я штурмовая авиационная дивизия       |            |
| 04.08.1942 г. | Калининский фронт                              | 3-я воздушная армия                   |                                           |            |
| 20.10.1943 г. | 1-й Прибалтийский фронт                        | 3-я воздушная армия                   |                                           |            |
| 01.08.1944 г. | 1-й Прибалтийский фронт                        | 3-я воздушная армия                   | 335-я штурмовая авиационная дивизия       |            |
| 24.02.1945 г. | 3-й Белорусский фронт Земландская группа войск | 3-я воздушная армия                   | 335-я штурмовая авиационная дивизия       |            |
| 05.05.1945 г. | Ленинградский фронт                            | 3-я воздушная армия                   | 335-я штурмовая авиационная дивизия       |            |
| 09.05.1945 г. | Ленинградский фронт                            | 3-я воздушная армия                   | 335-я штурмовая авиационная дивизия       |            |
| 24.07.1945 г. | Ленинградский военный округ                    | 3-я воздушная армия                   | 335-я штурмовая авиационная дивизия       |            |
| 01.12.1945 г. | Ленинградский военный округ                    | 3-я воздушная армия                   | 211-я штурмовая авиационная дивизия       |            |
| 01.01.1946 г. | Прибалтийский военный округ                    | 15-я воздушная армия                  | 211-я штурмовая авиационная дивизия       |            |
| 01.04.1947 г. | Прибалтийский военный округ                    | 15-я воздушная армия                  | 211-я штурмовая авиационная дивизия       |            |

## Участие в операциях и битвах
- Приграничные сражения (1941) — с 26 июня по 7 июля 1941 года.
- Смоленское сражение (1941) — с 20 августа по 10 сентября 1941 года.
- Битва за Москву
- Ржевская битва:
  - Ржевско-Вяземская операция — с 21 января 1942 года по 20 апреля 1942 года.
  - Ржевско-Сычёвская операция — с 30 июля 1942 года по 23 августа 1942 года.
  - Ржевско-Зубцовская операция — с 30 июля 1942 года по 15 сентября 1942 года.
  - Великолукская наступательная операция — с 24 ноября 1942 года по 20 января 1943 года.
  - Ржевско-Вяземская наступательная операция — со 2 марта 1943 года по 31 марта 1943 года.
- Смоленская стратегическая наступательная операция (Операция «Суворов»):
  - Духовщинско-Демидовская наступательная операция — с 4 сентября 1943 года по 2 октября 1943 года.
  - Духовщино-Велижская наступательная операция — с 13 августа 1943 года по 12 октября 1943 года.
- Невельско-Городокская наступательная операция
  - Невельская наступательная операция — с 6 октября 1943 года по 31 декабря 1943 года.
  - Городокская операция — с 13 декабря 1943 года по 31 декабря 1943 года.
- Первая Витебская операция — с 8 ноября 1943 года по 17 ноября 1943 года.
- Витебская наступательная операция — с 3 февраля 1943 года по 13 марта 1943 года.
- Белорусская стратегическая наступательная операция (Операция «Багратион»)
  - Полоцкая наступательная операция — с 29 июня 1944 года по 4 июля 1944 года.
  - Шяуляйская наступательная операция — с 5 июля 1944 года по 31 июля 1944 года.
  - Витебско-Оршанская наступательная операция — с 23 июня 1944 года по 28 июня 1944 года.
  - Минская наступательная операция — с 29 июня 1944 года по 4 июля 1944 года.
  - Полоцкая наступательная операция — с 29 июня 1944 года по 4 июля 1944 года.
  - Шяуляйская наступательная операция — с 5 июля 1944 года по 31 июля 1944 года.
- Прибалтийская стратегическая наступательная операция[4]
  - Рижская наступательная операция[4] — с 14 сентября 1944 года по 21 октября 1944 года.
  - Мемельская наступательная операция[4] — с 5 октября 1944 года по 22 октября 1944 года.
  - Инстербургско-Кёнигсбергская операция[4] — с 13 января 1945 года по 27 января 1945 года.
- Восточно-Прусская стратегическая наступательная операция[4] — с 13 января 1945 года по 25 апреля 1945 года.
  - Кенигсбергская операция[4] — с 6 апреля 1945 года по 9 апреля 1945 года.
  - Земландская наступательная операция[4] — с 13 апреля 1945 года по 25 апреля 1945 года.
  - Блокада и ликвидация Курляндской группировки[4] — с 5 мая 1945 года по 9 мая 1945 года.

## Награды и почётные наименования
| Награда (наименование)        | Дата награждения     | За что получена |  |
| ----------------------------- | -------------------- | --- |  |
| Почётное звание «Гвардейский» |                      | |  |
| Почётное наименование         | «Московский»         | присвоено приказом Верховного главнокомандующего № 0297 от 4 мая 1943 года                                                                                            |  |
| Орден Ленина                  | 17 мая 1945          | за образцовое выполнение заданий командования в боях с немецкими захватчиками при овладении городом и крепостью Кенигсберг и проявленные при этом доблесть и мужество |  |
| Орден Красного Знамени        | 23 июля 1944         | за успешное выполнение заданий командования в боях с немецкими захватчиками при овладении городом Полоцк, проявленные при этом доблесть и мужество                    |  |
| Орден Суворова II степени     | 21 декабря 1943 года | за образцовое выполнение боевых заданий командования на фронте борьбы с немецкими захватчиками и проявленные при этом доблесть и мужество                             |  |

## Благодарности Верховного Главнокомандующего
Воинам полка в составе 335-й штурмовой авиадивизии объявлены благодарности Верховного Главнокомандующего:
- За прорыв сильной, глубоко эшелонированной обороны Витебского укрепленного района немцев[12].
- За отличие в боях при овладении городом Паневежис (Поневеж) — важным опорным пунктом обороны немцев, прикрывающим основные пути из Прибалтики в Восточную Пруссию[13].
- За отличие в боях при овладении городом Елгава (Митава) — основным узлом коммуникаций, связывающим Прибалтику с Восточной Пруссией[14].
- За прорыв глубоко эшелонированной обороны противника юго-восточнее города Рига, овладении важными опорными пунктами обороны немцев — Бауска, Иецава, Вецмуйжа и на реке Западная Двина — Яунелгава и Текава, а также занятии более 2000 других населенных пунктов[15].
- За прорыв обороны противника северо-западнее и юго-западнее города Шауляй (Шавли) и овладении важными опорными пунктами обороны немцев Телыпай, Плунгяны, Мажейкяй, Тришкяй, Тиркшляй, Седа, Ворни, Кельмы, а также овладении более 2000 других населенных пунктов[16].
- За отличие в боях при овладении городом Хайлигенбайль — последним опорным пунктом обороны немцев на побережье залива Фриш-Гаф, юго-западнее Кёнигсберга[17].
- За отличие в боях при разгроме и завершении ликвидации окруженной восточно-прусской группы немецких войск юго-западнее Кёнигсберга[18].
- За отличие в боях при овладении крепостью и главным городом Восточной Пруссии Кенигсберг — стратегически важным узлом обороны немцев на Балтийском море[19].
- За отличие в боях при овладении последним опорным пунктом обороны немцев на Земландском полуострове городом и крепостью Пиллау — крупным портом и военно-морской базой немцев на Балтийском море[20].

## Отличившиеся воины
- Павлов Иван Фомич, гвардии капитан, командир эскадрильи 6-го гвардейского штурмового авиационного полка 335-й штурмовой авиационной дивизии Указом Президиума Верховного Совета СССР от 23 февраля 1945 года за образцовое выполнение боевых заданий командования на фронте борьбы с немецко-фашистскими захватчиками и проявленные при этом мужество и героизм присвоено звание Героя Советского Союза с вручением ордена Ленина и медали «Золотая Звезда». Медаль № 4178.
- Баленко Николай Филиппович, гвардии старший лейтенант, командир звена 6-го гвардейского штурмового авиационного полка 335-й штурмовой авиационной дивизии 3-й воздушной армии Указом Президиума Верховного Совета СССР от 18 августа 1945 года удостоен звания Герой Советского Союза. Золотая Звезда № 8707.
- Заикин Сергей Яковлевич, гвардии лейтенант, командир звена 6-го гвардейского штурмового авиационного полка 335-й штурмовой авиационной дивизии Указом Президиума Верховного Совета СССР от 29 июня 1945 года за образцовое выполнение боевых заданий командования на фронте борьбы с немецко-фашистскими захватчиками и проявленные при этом мужество и героизм присвоено звание Героя Советского Союза с вручением ордена Ленина и медали «Золотая Звезда». Медаль № 8579.
- Карабулин Николай Михайлович, лейтенант, командир звена 215-го штурмового авиационного полка 47-й смешанной авиационной дивизии Военно-воздушных сил Западного фронта 12 апреля 1942 года удостоен звания Герой Советского Союза. Золотая Звезда № 690.
- Коробкин Василий Ильич, лейтенант, лётчик 215-го штурмового авиационного полка 47-й смешанной авиационной дивизии Военно-воздушных сил Западного фронта 12 апреля 1942 года удостоен звания Герой Советского Союза. Золотая Звезда № 570.
- Кузнецов Василий Александрович, гвардии старший лейтенант, командир звена 6-го гвардейского штурмового авиационного полка 335-й штурмовой авиационной дивизии Указом Президиума Верховного Совета СССР от 18 августа 1945 года за образцовое выполнение боевых заданий командования на фронте борьбы с немецко-фашистскими захватчиками и проявленные при этом мужество и героизм присвоено звание Героя Советского Союза с вручением ордена Ленина и медали «Золотая Звезда». Медаль № 8581.
- Машанин Григорий Михайлович, гвардии лейтенант, командир звена 6-го гвардейского штурмового авиационного полка 335-й штурмовой авиационной дивизии Указом Президиума Верховного Совета СССР от 29 июня 1945 года за образцовое выполнение боевых заданий командования на фронте борьбы с немецко-фашистскими захватчиками и проявленные при этом мужество и героизм присвоено звание Героя Советского Союза с вручением ордена Ленина и медали «Золотая Звезда». Медаль № 6934.
- Мусиенко Иван Александрович, гвардии майор, командир 6-го гвардейского штурмового авиационного полка 335-й штурмовой авиационной дивизии Указом Президиума Верховного Совета СССР от 18 августа 1945 года за умелое командование частью, мужество и отвагу, проявленные в боях с фашистскими захватчиками присвоено звание Героя Советского Союза с вручением ордена Ленина и медали «Золотая Звезда». Медаль № 8650.
- Нечаев Вячеслав Филиппович, гвардии капитан, командир эскадрильи 6-го гвардейского штурмового авиационного полка 335-й штурмовой авиационной дивизии Указом Президиума Верховного Совета СССР от 23 февраля 1945 года за образцовое выполнение боевых заданий командования на фронте борьбы с немецко-фашистскими захватчиками и проявленные при этом мужество и героизм присвоено звание Героя Советского Союза с вручением ордена Ленина и медали «Золотая Звезда». Медаль № 4190.
- Павлов Иван Фомич, гвардии старший лейтенант, командир звена 6-го гвардейского штурмового авиационного полка Указом Президиума Верховного Совета СССР от 4 февраля 1944 года за образцовое выполнение боевых заданий командования на фронте борьбы с немецко-фашистскими захватчиками и проявленные при этом мужество и героизм присвоено звание Героя Советского Союза с вручением ордена Ленина и медали «Золотая Звезда». Медаль № 2844.
- Селягин Иван Николаевич, гвардии старший лейтенант, командир эскадрильи 6-го гвардейского штурмового авиационного полка 335-й штурмовой авиационной дивизии Указом Президиума Верховного Совета СССР от 18 августа 1945 года за образцовое выполнение боевых заданий командования на фронте борьбы с немецко-фашистскими захватчиками и проявленные при этом мужество и героизм присвоено звание Героя Советского Союза с вручением ордена Ленина и медали «Золотая Звезда». Медаль № 8718.
- Соловьёв Виталий Ефимович, гвардии старший лейтенант, заместитель командира эскадрильи 6-го гвардейского штурмового авиационного полка 335-й штурмовой авиационной дивизии Указом Президиума Верховного Совета СССР от 18 августа 1945 года за образцовое выполнение боевых заданий командования на фронте борьбы с немецко-фашистскими захватчиками и проявленные при этом мужество и героизм присвоено звание Героя Советского Союза с вручением ордена Ленина и медали «Золотая Звезда». Медаль № 8022.
- Смирнов Анатолий Васильевич, гвардии старший лейтенант, заместитель командира эскадрильи 6-го гвардейского штурмового авиационного полка 335-й штурмовой авиационной дивизии Указом Президиума Верховного Совета СССР от 29 июня 1945 года за образцовое выполнение боевых заданий командования на фронте борьбы с немецко-фашистскими захватчиками и проявленные при этом мужество и героизм присвоено звание Героя Советского Союза с вручением ордена Ленина и медали «Золотая Звезда». Медаль № 6960.
- Тарасов Дмитрий Васильевич, гвардии старший лейтенант, командир звена 6-го гвардейского штурмового авиационного полка 335-й штурмовой авиационной дивизии Указом Президиума Верховного Совета СССР от 29 июня 1945 года за образцовое выполнение боевых заданий командования на фронте борьбы с немецко-фашистскими захватчиками и проявленные при этом мужество и героизм присвоено звание Героя Советского Союза с вручением ордена Ленина и медали «Золотая Звезда». Медаль № 6958.
- Чувин Николай Иванович, гвардии старший лейтенант, заместитель командира эскадрильи 6-го гвардейского штурмового авиационного полка Указом Президиума Верховного Совета СССР от 13 апреля 1944 года за образцовое выполнение боевых заданий командования на фронте борьбы с немецко-фашистскими захватчиками и проявленные при этом мужество и героизм присвоено звание Героя Советского Союза с вручением ордена Ленина и медали «Золотая Звезда». Медаль № 3371.
- Шабельников Иван Сергеевич, гвардии старший лейтенант, командир звена 6-го гвардейского штурмового авиационного полка 335-й штурмовой авиационной дивизии Указом Президиума Верховного Совета СССР от 23 февраля 1945 года за образцовое выполнение боевых заданий командования на фронте борьбы с немецко-фашистскими захватчиками и проявленные при этом мужество и героизм присвоено звание Героя Советского Союза с вручением ордена Ленина и медали «Золотая Звезда». Медаль № 4189.
- Янковский Степан Григорьевич, гвардии старший лейтенант, заместитель командира эскадрильи 6-го гвардейского штурмового авиационного полка 335-й штурмовой авиационной дивизии Указом Президиума Верховного Совета СССР от 23 февраля 1945 года за образцовое выполнение боевых заданий командования на фронте борьбы с немецко-фашистскими захватчиками и проявленные при этом мужество и героизм присвоено звание Героя Советского Союза с вручением ордена Ленина и медали «Золотая Звезда». Медаль № 4186.

## Воины полка, совершившие огненный таран
Огненный таран совершили:
- 28 сентября 1941 года командир звена 215-го штурмового авиационного полка лейтенант Орленко Иван Павлович. Посмертно 3 ноября 1941 года награжден орденом Красной Звезды.
- 3 октября 1941 года заместитель командира эскадрильи 215-го штурмового авиационного полка старший лейтенант Новиков Александр Евгеньевич. Посмертно 2 ноября 1941 года награжден орденом Красного Знамени.
- 15 сентября 1942 года, старшина Крихта Василий Павлович, лётчик полка. Не награждался.
- 26 апреля 1943 года экипаж в составе командира экипажа: старшего сержанта Ларионова Ивана Антоновича, лётчика полка, и стрелка-радиста младшего сержанта Валиуллина Захария Лутфуловича. 18 мая 1943 года награждены орденами Отечественной войны: командир — I степени, стрелок — II степени.
- 28 августа 1943 года экипаж в составе командира экипажа: гвардии лейтенанта Алейникова Александра Васильевича, лётчика полка и воздушного стрелка гвардии старшего сержанта Замираева Павла Михайловича. Командир экипажа 17 сентября 1943 года награжден орденом Отечественной войны I степени посмертно. Воздушный стрелок не награждался.